# غلوريا ساواي
غلوريا ساواي (بالإنجليزية: Gloria Sawai)‏ (20 ديسمبر 1932، منيابولس في الولايات المتحدة - 20 يوليو 2011)؛ روائية كندية.